# بير محمد أبا
بير محمد أبا هو شاعر صوفي من تاميل نادو، الهند. وأبا بالتاميلية تعني الأب أو يسمى باحترام الأب. محب كبير. لقد أعطى شهرة للقرآن للناس من خلال قصائده الحقيقية. أشعاره بسيطة بما يكفي ليفهمها أي شخص بسهولة. بير هو أستاذ روحي في الصوفية الإسلامية.

## السيرة
ولد في كانيكابورام، مديرية تينكاسي [الإنجليزية] في تيرونلفيلي. كان والده سيرومالوكار. وأمه أمينة. لا توجد آثار دقيقة لعصره. ربما بين القرنين العاشر والثالث عشر الميلاديين. وبالهجري ما بين 800 و 1100 هـ. اسم أبا مدرج أيضًا في قائمة 108 سيدهار. تشير النصوص الطبية السنسكريتية إليه على أنه سيدهار ناجارجونا. ولد في قبيلة تاميل مارافار وهي قبيلة محاربة تاميلية.
ازدهرت الشيفاوية في جنوب كشمير. كان هناك أيضًا مسلمون في المدينة، والتي كانت مختلطة مع قبيلة سيفا فيلالار/ بالايابات مارافار/ ونساجي الحرير. كان هناك معبد ضخم يسمى فيسواناثا سامي. كان بسكات راما شاستري دارماكارتا لهذا المعبد وهو صديق مقرب لسيرومالوكار والد بير محمد. لذلك، كان أطفال كلا المنزلين قريبون ويلعبون معًا، ومع ذلك، كان بير محمد في شبابه رجلاً طائشًا لم يبد أي اهتمام بأي شؤون دنيوية.

### حدث تغيير الموطن
خلال ذلك الوقت، كان يُسمح فقط لأتباع الشيفا بالاستحمام في بركة المعبد، لكن صبي مسلم يدعى بير محمد استحم فيها، مما تسبب في مشاكل لوالده ودارماكارتا المعبد. في تلك الأيام، كان تاكالاي بمثابة مركز للنساجين. لذلك، نقلوا مكان إقامتهم إلى تاكالاي ومكثوا هناك في منزل محي الدين بيلاي. هناك باشرت عائلته أعمال النسيج. في ذلك الوقت، كانت تاكالاي تحت حكم ملك ترافنكور حيث كانت بادمانابورامعاصمة المملكة. عاش معظم حياته في المناطق الجبلية في منطقة كوتشي بولاية كيرالا. بعد ذلك قام بالتكفير عن الذنب في مناطق الغابات في تل الفيل [الإنجليزية]. يبدو أن صوفي كتب العديد من كتب الشروح.

## الاقتباسات
- الأغاني الحقيقية - تجميع: جمعية مسلمي أنجوفانام بيرمحميدية، ثقالا، منطقة كنياكماري.

## أعمال
كتب بير محمد 18 ألف ترنيمة في مدح الحكمة. تُنشد في قبره كل عام خلال الذكرى. بناءً على أعماله، يُعتقد أنه ينتمي إلى القرن السابع عشر الميلادي.
- "غانبوكالتشي" (Ganappukalchi)[2]
- غان راتینا كوراوانجي (Ganarathinakkuravanji).[2]
- كتاب ثيروميناناشارا
- ثروة جنانا هيل
- إكليل الجرس الحكمة

- مدح الحكمة

- الحليب الحكيم
- تنوير
- جناناكورام
- نعيم الحكمة
- رقصة الحكمة
- جنانا براثيكار باديكام
- جينانا فيكاتا سامارثو
- مفتاح الحكمة
- جنانا تيثي